# Lampanella minima
Lampanella minima es un molusco marino de la familia Batillariidae. Anteriormente esta especie era nombrada como Batillaria minima. Comúnmente se le conoce como caracol de estero, adaptada para vivir en ambientes marinos y salobres.

## Clasificación y descripción
La concha de Lampanella minima es pequeña, alcanzando los 20 mm de longitud total. La forma es turriforme y de colores variables, los cuales van desde el negro, marrón y hasta gris. Presenta una banda blanca o negra en cada una de las vueltas y numerosas costillas gruesas y cordones axiales. El ápice de la concha es agudo. El canal sifonal es muy corto y ligeramente doblado hacia la izquierda. La abertura es oval y tiene un opérculo córneo multiespiral. Este gasterópodo es saprófago, se alimenta de la materia orgánica depositada en el fondo.

## Distribución
La especie Lampanella minima se distribuye desde la parte sur de Florida hasta Brasil. También en las Bermudas.

## Hábitat
L. minima habita en aguas tanto marinas como salobres de la zona intermareal y está asociada a sustratos de arena y fango. Localmente puede ser abundante.

## Estado de conservación
No se encuentra en ninguna categoría de protección, ni en la Lista Roja de la IUCN (International Union for Conservation of Nature) ni en CITES (Convención sobre el Comercio Internacional de Especies Amenazadas de Fauna y Flora Silvestres).